# Проходна
Про̀ходна е пещера в близост до село Карлуково, област Ловеч, в природногеографската област Предбалкан. Обявена е за природна забележителност.

## Местонахождение
Проходна е една от най-известните пещери в България, намираща се в непосредствена близост до село Карлуково (на 0,5 км), емблема на Карлуковския карстов район. Геоложкият феномен се намира на 250 метра надморска височина. Пещерата е леснодостъпна и проходима през всички сезони от годината. Точно над нея минава пътят, свързващ Карлуково с гара Карлуково, Националния пещерен дом, пътната инфраструктура на първия български геопарк „Искър – Панега“ и гр. Луковит. Съществува изцяло ремонтиран път в посока Карлуково, започващ от село Румянцево, както и от съседните села Петревене и Беленци.

## Откриване и изследване
Това е най-дългият пещерен тунел в България, с дължина от 365 метра и с височина на сводовете от 56 метра. Вследствие на денудационните процеси и ерозията, причинена от просмукващите се води, в тавана се е образувал феноменът „О̀кната“ („Комините“), погрешно наричани „Очите на Бога“ – два огромни, почти еднакви по големина отвора с формата на очи. Погледнати както отдолу, така и от височина те изключително много наподобяват очи, които сякаш се взират в посетителите. Внушителният ефект от навлизащата през тях светлина се наблюдава във вътрешността на пещерата, естествено осветена от причудливите огромни образувания, тъй като денивелация между двата входа е голяма, а дневната светлина отвън навлиза предимно през „О̀кната“.
Проходна представлява пещерен коридор – грандиозен скален мост, чиято посока е ориентирана от изток към запад. Образувал се е в края на кредния период преди 66 – 68 млн. години. В миналото водите на река Искър са запълвали пещерата. Сега нивото на реката е под нивото на пещерата. Вследствие на активните карстови процеси, характерни за този период, сеизмичната активност и речната дейност, пещерният карстов коридор е бил прекъснат и тази част остава отделена. В структурно отношение пещерата се състои предимно от светлобежови до бели здрави, масивни органогенни варовици (в тях има добре запазени вкаменелости от черупчест детритус, бризои, бивалвии, брахиоподи, гастроподи, морски таралежи и амонити – по-силно изразени в западната част на геоложкия феномен). Дебелината на скалните пластове варира от 10 до 50 м. 

## Любопитно
- През 1962 г. е обявена за природна забележителност.[3]
- В пещерата са снимани десетки български и чуждестранни филмови продукции, сериали и видеоклипове, част от които са „Време разделно“, „Борис I“, френската мащабна продукция Vercingétorix: La Légende du druide roi, американският The Way Back, съветско-българският филм „По следите на капитан Грант“, телевизионният сериал „Шменти Капели: Легендата“, клипът към песента на Миро „Върха на планината“ и др.
- Посещавана за снимки от актьорите Ед Харис, Колин Фарел, Кристоф Ламбер, Стефан Данаилов, Мая Бежанска и много други.
- Пещерата се превръща в емблема на българската природа, като нейният „поглед“ е все по-често срещан в рекламни видеоклипове и материали.
- По време на геоложка студентска експедиция „Искърски пролом 2008“ пещерата е оценена като геотоп с национална значимост, съгласно критериите на Регистъра и кадастъра на геоложките феномени в България.[3]
- Според археолозите в дълбока древност пещерата е била важен окултен обект за местните жители, където са се извършвали различни ритуали. На 21 март, когато е пролетното равноденствие, се е извършвал ритуал за плодородие. В този ден през вътрешността на пещерата преминава слънчев лъч, който я огрява под специфичен ъгъл.
- По време на бомбардировките през Втората световна война местните жители се укривали в пещерата.
- Проходна е една от малкото пещери, в които се практикуват пещерни бънджи скокове.

## Други геоложки феномени в района
- Пещерите Темната дупка, Свирчовица, Банковица;
- Геоложките феномени Струпаница и Проврътеника – част от Карлуковския карстов комплекс (в непосредствена близост до обекта);
- Национален пещерен дом „Петър Трантеев“ – един от 100-те национални туристически обекта на България – живописно разположен в скалите на десния бряг на река Искър (в непосредствена близост до обекта);
- Скален венец Червеница;
- Пещерите Самуилица 1, Самуилица 2 и Гълъбарника в землището на село Кунино;
- Скалните кукли, Реселешките кукли, Калето, Купените и водопад Скока в землището на село Реселец;
- Чуклите и Камарата по р. Ръчене;
- Седларката при с. Ракита;[3]
- Екопътека „Геопарк Искър – Панега“.